# Маглина
Маглина (лат. nebula – „облак”) је облак у васиони састављен од прашине и гасова. Некада, док се није познавао добро Млечни пут и простор ван њега, назив маглина се односио на било који дифузни објекат са сталним положајем на небу, што укључује галаксије изван Млечнога пута, звездана јата, и објекте које данас називамо маглине.
Маглине се сврставају у следеће класе:
- Дифузне маглине су маглине са слабо дефинисаним и дифузним границама. Већина маглина има овакве карактеристике.
  - Емисионе маглине садрже гас који је јонизован од стране звезде која се налази у њиховој близини. 
    - HII региони су области у којима се рађају звезде или налазе врло младе звезде и које интензивно јонизују своју околину. Нове звезде формирају се када веома дифузни молекуларни облаци почињу да се сажимају под утицајем сопствене гравитације услед неке пертурбације, као што је, рецимо, експлозије оближње супернове. Облак се сажима и понекад формира чак на стотине нових звезда. Новонастале звезде јонизују околни гас и производе емисиону маглину.
    - Планетарне маглине настају око звезде која одбаци свој омотач и тада маглина углавном подсећа на орбиту планете услед свог кружног облика. Па је овај тип маглина добио име на основу ове аналогије. За ову врсту маглина може се рећи да нису дифузне по свом облику.

  - Рефлексионе маглине су осветљене светлошћу оближњих звезда коју рефлектују. Како се плава боја најлакше рефлектује, ове маглине углавном изгледају плавичасто. Као пример, можемо узети магличасти простор унутар звезданог јата Плејада.
- Тамне маглине садрже међузвездану прашину која апсорбује светлост, па тако могу прекрити објекте које се налазе иза њих; рецимо део неке светле маглине или неке оближње звезде. Једна од познатијих тамних маглина је маглина Коњска глава у Ориону.
- Остаци супернових. После експлозије супернове, од материјала који је избачен експлозијом настаје маглина која се временом шири у простору. Познат пример је, рецимо, Рак маглина у сазвежђу Бик.
- Протопланетарне маглине су маглине које чине млада звезда са својим протопланетарним диском из којег ће настати планетарни систем.

Већина маглина је огромне величине; неке имају пречник стотина светлосних година. Маглина која је видљива људском оку са Земље би изгледала већа, али не светлија, из близине. Маглина Орион, најсјајнија маглина на небу и која заузима површину двоструко већу од угаоног пречника пуног Месеца, може се видети голим оком, али је промакла раним астрономима. Иако су гушће од простора који их окружује, већина маглина је далеко мање густоће од било ког вакуума створеног на Земљи – магличасти облак величине Земље имао би укупну масу од само неколико килограма. Многе маглине су видљиве због флуоресценције изазване садржаним врућим звездама, док су друге толико дифузне да се могу открити само уз дуге експозиције и посебним филтерима. Неке маглине су променљиво осветљене променљивим звездама Т Бика. Маглине су често региони за формирање звезда, као на пример у „Стубовима стварања“ у маглини Орао. У овим регионима, формације гаса, прашине и других материјала се „скупљају“ заједно да формирају гушће регионе, који привлаче даљу материју, и на крају ће постати довољно густи да формирају звезде. Тада се верује да преостали материјал формира планете и друге објекте планетарног система.

## Историја посматрања
Око 150. године нове ере, Птоломеј је забележио, у књигама VII–VIII свог Алмагеста, пет звезда које су изгледале магловито. Такође је приметио област маглине између сазвежђа Великог медведа и Лава која није повезана ни са једном звездом. Прву праву маглину, за разлику од звезданог јата, поменуо је персијски астроном Абд ал-Рахман ал-Суфи, у својој Књизи фиксних звезда (964). Он је приметио „мали облак“ где се налази Андромедина галаксија. Такође је каталогизовао звездано јато Омикрон Велорум као „магличасту звезду“ и друге магличасте објекте, као што је Брокијево јато. Супернову која је створила Ракову маглину, SN 1054, посматрали су арапски и кинески астрономи 1054. године.
Године 1610, Николас-Клод Фабри де Пејреск је помоћу телескопа открио Орионову маглину. Ову маглину је такође посматрао Јохан Баптист Цисат 1618. Међутим, прва детаљна студија Орионове маглине је изведена тек 1659. године, од стране Кристијана Хајгенса, који је такође веровао да је он прва особа која је открила ову маглину.
Едмонд Халеј је 1715. објавио списак од шест маглина. Овај број се константно повећавао током века, а Жан-Филип де Шезо је саставио листу од 20 (укључујући осам раније непознатих) 1746. Од 1751. до 1753. године, Никола Луј де Лакај је каталогизовао 42 маглине са Рта добре наде, већина којих су раније биле непознате. Шарл Месије је затим саставио каталог од 103 „маглине“ (сада се зову Месијеови објекти, који обухватају оно што је сада познато као галаксије) до 1781; његово интересовање је било откривање комета, и то су били објекти који би се могли погрешно сматрати њима.
Број маглина је тада знатно повећан напорима Вилијама Хершела и његове сестре Керолајн Хершел. Њихов Каталог хиљаду нових маглина и кластера звезда објављен је 1786. Други каталог од хиљаду је објављен 1789, а трећи и последњи каталог од 510 појавио се 1802. Током већег дела њиховог рада, Вилијам Хершел је веровао да су ове маглине биле само неразјашњена јата звезда. Међутим, 1790. године открио је звезду окружену маглином и закључио да је то права маглина, а не неко удаљеније јато.
Почевши од 1864. године, Вилијам Хагинс је испитивао спектре око 70 маглина. Он је открио да отприлике трећина њих има емисиони спектар гаса. Остатак је показао континуирани спектар и стога се сматрало да се састоји од масе звезда. Трећа категорија је додата 1912. године када је Весто Слајфер показао да се спектар маглине која окружује звезду Мероп поклапа са спектром отвореног јата Плејада. Тако маглина зрачи рефлектованом звезданом светлошћу.
Око 1923. године, након Велике дебате, постало је јасно да су многе „маглине“ заправо галаксије далеко од наше.
Слајфер и Едвин Хубл су наставили да прикупљају спектре из многих различитих маглина, проналазећи 29 које су показале емисионе спектре и 33 које су имале континуирани спектар светлости звезда. Године 1922, Хабл је објавио да су скоро све маглине повезане са звездама, а њихово осветљење долази од светлости звезда. Такође је открио да су маглине емисионог спектра скоро увек повезане са звездама које имају спектралну класификацију Б или топлије (укључујући све звезде главног низа О типа), док се маглине са континуираним спектром појављују са хладнијим звездама. Хабл и Хенри Норис Расел закључили су да су маглине које окружују топлије звезде трансформисане на неки начин.